# Теньковка (Ульяновская область)
Теньковка — село в Карсунском районе Ульяновской области. Входит в Урено-Карлинское сельское поселение.

## География
Расположено в пойме реки Уренек в 28 км к северо-востоку от Карсуна.

## Название
Название произошло от переселенцев, которые были из села Теньки Казанской губернии.

## История
Село основано в 1648 году, во время строительства оборонительной Симбирско-Карсунской черты (1647—1652). В окрестностях городка Уренска (ныне Базарный Урень) поселились «переведенцы» из разных городов. Теньковские пешие стрельцы в количестве 200 человек образовали две слободы на реке Чёрный Урень. Там им было отмерено 1624 четверти (2436 десятин) на пашню да 157 десятин сенных покосов. Эти две слободы — Подгородная и Подлесная, впоследствии слились в одно большое село Теньковская Подлесная Слобода.
В 1780 году, при создании Симбирского наместничества, село Тенковская Подлесная Слобода, при речке Урене и при ключе, ясашных крестьян, вошла в состав Карсунского уезда.
В 1796 году при создании Симбирская губерния вошла в состав Симбирского уезда.
В 1840 году, по распоряжению удельного начальства, в селе построена мужская, а в 1894 году женская школы.
В 1851 году 31 семейство (70 человек) переселились в село Екатериновку Самарского уезда.
В 1859 году Теньковка (Теньковская Подлесная Слобода) во 2-м стане Симбирского уезда.
В 1861 году Теньковка вошла в состав Языковской волости.
Первая Троицкая церковь была построена в селе вскоре после основания самой слободы. В 1877 году она была разобрана за ветхостью и построена новая деревянная трёхпрестольная церковь во имя Святой Троицы, с приделами во имя святого пророка Ильи, во имя Святителя и Чудотворца Николая. В 1995 году на месте прежней церкви построена новая церковь во имя Святой Троицы.
В селе есть начальная земская школа и с 1894 года школа грамоты для девочек, помещается в доме священника. 
В 1924 году село входило в Теньковский с/с Уренско-Карлинскую волость Карсунского уезда Ульяновской губернии.
В 1928 году село вошло в состав Карсунского района.
В 1931 году создан колхоз «13 лет Октября». В Теньковку приходит новая техника, проводят свет, радио, телевидение и телефонную связь.
В 1943 году в составе Ульяновской области.
В 2005 году вошло в состав Урено-Карлинского сельского поселения.

## Население
| Год  | Число дворов | Число жителей | Примечания |
| ---- | ------------ | ------------- | --- |
| 1767 | 310          | 1845          | (920 мужчин и 925 женщин) |
| 1780 |              | 1080          | Ревизских душ |
| 1859 | 292          | 2606          | Церковь православная 1. Сельское училище. |
| 1861 |              | 1133          | Ревизских душ |
| 1900 | 470          | 3057          | В селе есть начальная земская школа и с 1894 года школа грамоты для девочек, помещается в доме священника. Церк.-прих. попечительство существует с 1895 года.. |
| 1910 |              | 3470          | |
| 1924 | 671          | 3717          | В селе есть телефон, школа 1-й ступени, больница. |
| 1931 |              | 4249          | |
| 2010 |              | 424           | |

## Уроженцы и жители села
- Среди уроженцев села — поэт Анатолий Чесноков, земляки его называют карсунским Есениным. Трагически погиб 9 марта 2010 года в возрасте 58 лет, сгорев в своем доме в Теньковке.
- С 1948 по 1966 года настоятелем Троицкой церкви села Теньковки был Гермоген (Кузьмин). На могиле архимандрита Гермогена лежит закладной камень церкви, где он служил и которая была разрушена в начале 1960-х годов.
- Клоков Алексей Александрович — Заслуженный учитель РФ, с 2013 по 6.09.2024 г. работал директором Гимназии № 1 имени В. И. Ленина[12][13].

## Достопримечательности
- Обелиск погибшим в ВОВ (1967 г.)[14]
- Обелиск погибшим в годы Великой Отечественной войны (1995 г.)[15]

## Улицы
ул. Базарная, ул. Большая, Большой 1-й пер., Большой 2-й пер., ул. Владимирская, ул. Дальная, ул. Кузнецовская, п. Медянский, ул. Молодежная, ул. Подгорная, ул. Советская, ул. Тенистая, ул. Усадебная.